# Кочуново
Кочуно́во (рос. Кочуново, ерз. Кочуново) — село у складі Ромодановського району Мордовії, Росія. Адміністративний центр Кочуновського сільського поселення.
У селі народилась Герой Соціалістичної Праці Єлізарова Параска Василівна (1914-1989).

## Населення
Населення — 260 осіб (2010; 288 у 2002).
Національний склад (станом на 2002 рік):
- росіяни — 94 %